# Валя-Лунге (комуна, Димбовіца)
Валя-Лунге (рум. Valea Lungă) — комуна у повіті Димбовіца в Румунії. До складу комуни входять такі села (дані про населення за 2002 рік):
- Ізвору (504 особи)
- Бечешть (209 осіб)
- Валя-Лунге-Горгота (717 осіб)
- Валя-Лунге-Кріков (333 особи) — адміністративний центр комуни
- Валя-Лунге-Огря (1426 осіб)
- Валя-Маре (551 особа)
- Валя-луй-Дан (452 особи)
- Мошія-Міке (157 осіб)
- Шербеняса (353 особи)
- Штубеє-Тіса (472 особи)

Комуна розташована на відстані 80 км на північний захід від Бухареста, 18 км на північний схід від Тирговіште, 65 км на південь від Брашова.

## Населення
За даними перепису населення 2002 року у комуні проживали 5174 особи.
Національний склад населення комуни:
| Національність | Кількість осіб | Відсоток |
| -------------- | -------------- | -------- |
| румуни         | 5171           | 99,9%    |
| угорці         | 3              | 0,1%     |

Рідною мовою назвали:
| Мова      | Кількість осіб | Відсоток |
| --------- | -------------- | -------- |
| румунська | 5173           | > 99,9%  |
| угорська  | 1              | < 0,1%   |

Склад населення комуни за віросповіданням:
| Релігія        | Кількість осіб | Відсоток |
| -------------- | -------------- | -------- |
| православні    | 5121           | 99,0%    |
| адвентисти     | 49             | 0,9%     |
| римо-католики  | 1              | < 0,1%   |
| реформати      | 1              | < 0,1%   |
| п'ятдесятники  | 1              | < 0,1%   |
| греко-католики | 1              | < 0,1%   |

## Зовнішні посилання
- Дані про комуну Валя-Лунге на сайті Ghidul Primăriilor [Архівовано 2 травня 2013 у Wayback Machine.]